# Piłka nożna w NRD
Piłka nożna (niem. Fußball ˈfuːsˌbal) była najpopularniejszym sportem w Niemieckiej Republice Demokratycznej. Jej głównym organizatorem na terenie NRD pozostawał Deutscher Fußball-Verband (DFV).
Piłkarska reprezentacja NRD zdobyła jeden złoty medal olimpijski (1976)..
W Oberlidze NRD grały najbardziej znane kluby świata, takie jak FC Magdeburg, FC Carl Zeiss Jena, Lokomotive Lipsk, Dynamo Drezno i Dynamo Berlin.

## Historia

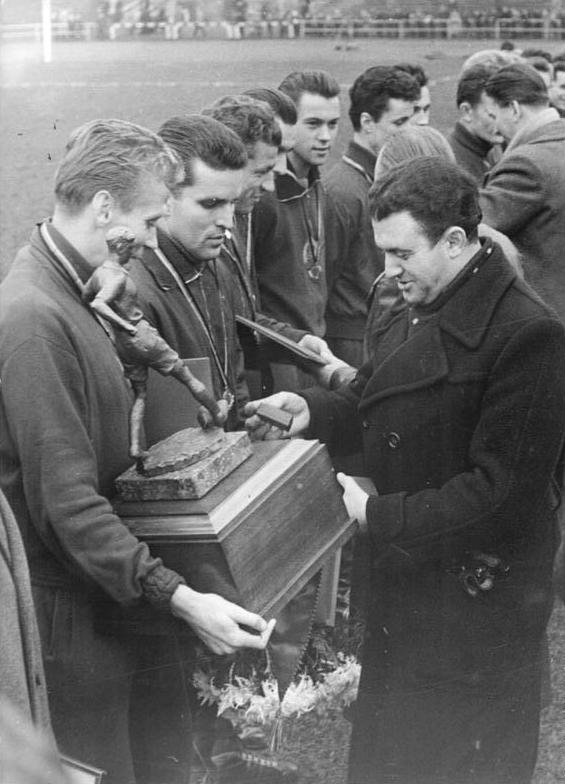
SC Wismut Karl-Marx-Stadt 1959 z trofeum mistrza NRD.

NRD istniała od maja 1949 do 3 października 1990. Piłka nożna już wcześniej była szeroko rozpowszechniona na jej terenie. Po zakończeniu II wojny światowej we Wschodnich Niemczech zaczęto tworzyć nowe rozgrywki sportowe, które miały zastąpić Gauligi z czasów nazistowskich. W 1948 przeprowadzono pierwsze rozgrywki systemem pucharowym o mistrzostwo Wschodnich Niemiec, zwane Ostzonenmeisterschaft. Mistrz Ostzonen miał wziąć udział w mistrzostwach Niemiec w 1948 roku, grając przeciwko 1. FC Nürnberg w Stuttgarcie, ale drużyna SG Planitz nie mogła podróżować z przyczyn politycznych. Do lata 1949 rozegrana 2.edycja Ostzonenmeisterschaft, a zwycięzcą został Union Halle. Latem 1949 utworzono ligę piłkarską DS-Oberligę (Deutscher Sportausschuss Oberliga), a 7 października 1949 na terenie byłej radzieckiej strefy okupacyjnej powstała Niemiecka Republika Demokratyczna. W inauguracyjnym sezonie 1949/1950 wystąpiło 14 drużyn i 2 z nich miały spaść do drugiej ligi.
Po założeniu wschodnioniemieckiej federacji piłkarskiej – DFV (niem. Deutscher Fußball-Verband) 3 lipca 1950 roku, rozpoczął się proces zorganizowania drugich ligowych Mistrzostw NRD w sezonie 1950/51. W turnieju wystartowało 18 drużyn. W kolejnych sezonach liczba uczestników DDR-Oberligi zmieniała się od 17 drużyn do 19 drużyn, podobnie jak liczba spadających o klasę niżej – od 3 do 4. Od 1954 do 1991 roku w pierwszej lidze NRD występowało 14 klubów, a 2 z nich były degradowane do drugiej ligi.
W 1958 roku liga zmieniła nazwę na Oberligę NRD.
Początkowo Oberliga NRD była rozgrywana systemem jesień-wiosna. Jednak w latach 1956-1960 zmieniono tok rozgrywek na system wiosna-jesień, podobny do tego ze Związku Radzieckiego. Dlatego też w 1955 roku rozegrano jednorundowy sezon, w którym nie wyłoniono mistrza kraju. Z kolei sezon 1961/1962 był sezonem trzyrundowym – trzecią rundę meczów rozgrywano na stadionach neutralnych.
Po zjednoczeniu Niemiec jesienią 1990 roku rozegrano jeszcze jeden sezon Oberligi – sezon 1990/1991 pod nazwą NOFV-Oberliga (niem. Nordostdeutsche Fußballverband Oberliga). Struktura ligowa NRD została po sezonie połączona ze strukturą z RFN, a dwa najlepsze zespoły NOFV-Oberligi, Hansę Rostock i Dynamo Drezno włączono do Bundesligi.

## Format rozgrywek ligowych
W obowiązującym systemie ligowym do 1990 roku dwie najwyższe klasy rozgrywkowe były ogólnokrajowe (DDR-Oberliga i DDR-Liga). Dopiero na trzecim poziomie pojawiały się grupy regionalne.

## Puchary
Rozgrywki pucharowe rozgrywane w Niemieckiej Republice Demokratycznej to:
- Puchar NRD (FDGB-Pokal),
- Superpuchar NRD (DFV-Supercup) - mecz między mistrzem kraju i zdobywcą Pucharu (rozegrany tylko jeden raz w 1988/89).